# Государственный контроль Российской империи

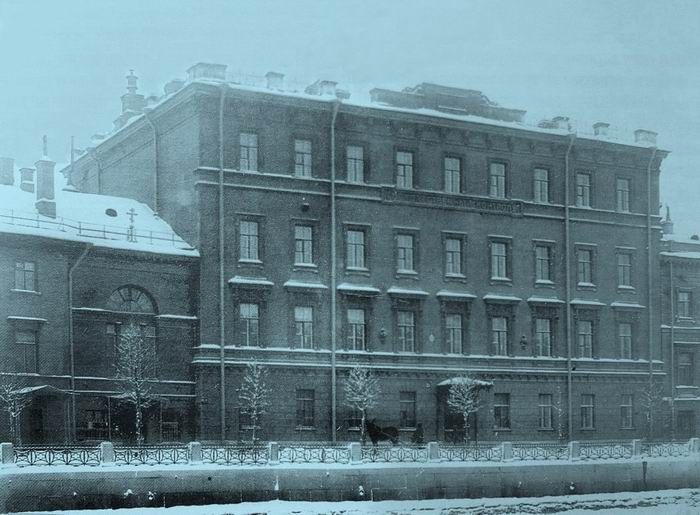
Здание Государственного контроля, Санкт-Петербург, наб. Мойки, 76 (фотография Карла Буллы, 1914 год)

Госуда́рственный контро́ль Российской империи — ведомство Комитета министров Российской империи, осуществлявшее контрольно-счётные и наблюдательные функции в области прихода, расхода и хранения капиталов государственного бюджета, а также бюджетов всех министерств и ведомств по отдельности.
Образованный на правах министерства в 1811 году в рамках реформы системы государственной власти, проводимой Александром I и разработанной Михаилом Сперанским, Государственный контроль в течение первых 25 лет своего существования носил название «Государственное управление ревизии государственных счетов» (28 января (9 февраля) 1811 — 30 декабря 1836 (11 января 1837)) и только затем получил своё окончательное наименование, просуществовавшее до 28 февраля (13 марта) 1917 года.
В современной России государственный контроль (аудит) осуществляет Счётная палата Российской Федерации.

## Задачи и функции Государственного контроля
Государственный контроль с самого начала представлял собой самостоятельную часть государственного аппарата. Его основной задачей было наблюдение за распорядительными и исполнительными действиями, которые были связаны с приходом, расходом и хранением капиталов государственного бюджета. Главное внимание при этом должно было уделяться точности ведения документов в полном соответствии с законами и инструкциями. Стоявший во главе ведомства Государственный контролёр самостоятельно составлял заключения о выгодности или невыгодности хозяйственных операций. К области ведения Государственного контроля относились также проверки финансовых смет всех министерств и главных управлений, разрешение на ассигнование сверхсметных кредитов, наблюдение за передвижением кредитов по кассам и сметным подразделениям, а также за классификацией всех подотчётных капиталов. Государственный контроль Российской империи проводил также ревизии денежных оборотов и материальных капиталов всех кредитных учреждений, государственных, земских, городских, сословных и даже акционерных, короче, всех, которые по закону должны были предоставлять этому ведомству отчёты. Чиновники Государственного контроля обладали полномочиями проводить также и фактическую проверку капиталов, сооружений, построек и другой деятельности, которая осуществлялась за счёт налогов и различных сборов с населения. Отдельно государственный контроль следил за эксплуатацией казённых и частных железных дорог. Кроме того, он заботился об усовершенствовании и оптимизации правил и форм счетоводства и отчётности.
Практически во всё время существования Государственного контроля его роль и функции неуклонно повышались. Исключением стали, пожалуй, только первые четверть века существования ревизионного ведомства, когда кадровый голод и нехватка действительной воли в деле эффективного контроля государственного аппарата привели к тому, что возложенные на него задачи радикальным образом были сокращены. Таким переломным этапом стал прежде всего 1823 год, когда Государственный контролёр Балтазар Кампенгаузен был вынужден констатировать, что в связи с неразвитостью аппарата и острейшей нехваткой кадров молодое контрольное ведомство буквально завалено бумагами и не справляется с громадным валом работы. Однако начиная с середины XIX века министерство ревизии только прирастало функциями и обязанностями. Работа Государственного контроля в XIX — начале XX веков сыграла большую роль в упорядочении работы бюрократического аппарата России и повышении чёткости служебного делопроизводства, особенно в сфере отчётности. Во многом она способствовала ограничению коррупции и должностных злоупотреблений в среде российской бюрократии, что во все времена представляло собой задачу весьма тяжёлую и чреватую многими осложнениями.

«Известно более чем критическое отношение верховных властителей России к служебным качествам и даже элементарной честности своей бюрократии. Ещё в первой четверти XIX века рассказывали о словах Александра I, отражающих его оценку этого сословия: „Они украли бы все зубы из моего рта, если бы могли сделать это, не разбудив меня во время сна, и украли бы все мои линейные корабли, если бы нашли место, куда их спрятать“. Когда его преемник Николай I увидел на сцене гоголевского „Ревизора“, зло высмеивавшего российскую администрацию, он фактически признал справедливость критики, сказав: „Всем досталось, а мне — больше всех!“ Однако решающим было не служебное, а именно политическое недоверие — ощущение того, что огромный, хорошо организованный и сплоченный внутренними корпоративными интересами (далеко не всегда совпадающими не только с действительными интересами страны, но и с интересами государственной власти как таковой) бюрократический аппарат проводит под личиной беспрекословного внешнего повиновения свою собственную политику.
„Россией правят столоначальники“, — это высказывание наиболее выраженного абсолютиста на престоле, императора Николая I, весьма характерно; он хорошо понимал, что идущие от верховной власти государственные идеи, планы преобразований, зачастую даже конкретные распоряжения — либо глохнут от ступени к ступени административной иерархии, либо серьёзно искажаются ею. Отсюда сам аппарат власти, по существу единственное орудие её управления, начинает восприниматься „средостением“ — преградой между самодержцем и народом, таящей в себе потенциальную опасность».— (Семёнов Н.Ю. «Об особенностях государственной власти в России»)
Особая роль мощных и подотчётных только верховной власти контрольных учреждений в России определялась прежде всего политическими особенностями страны: отсутствием гласности, слабым развитием законодательных институтов и общей неразвитостью общественного мнения на всём протяжении XVIII-XIX веков. Именно это более всего отличало российскую государственность от стран Западной Европы, где постепенно, шаг за шагом, исторически сложились принципы разделения властей и их солидарная ответственность перед обществом. В России не существовало практически никакого общественного контроля, а потому и был возможен лишь административный надзор за исправностью функционирования управленческой машины. Первейшим условием хотя бы относительной эффективности такого надзора для пресечения различных злоупотреблений могла быть только его независимость — от прочих ведомств. Именно потому, с самого начала своего существования, Государственное управление ревизии государственных счетов было наделено статусом отдельного министерства, и во главе его был поставлен максимально исполнительный и беспристрастный чиновник: Балтазар Кампенгаузен. Задевая интересы множества влиятельных лиц и кланов, к сожалению, не во всё время своего существования, Государственный контроль был в состоянии действовать действительно независимо и эффективно.

«…В своё время Ю.М.Лотман отмечал, что Н.М.Карамзину первому принадлежит наблюдение о том, что совершенствование управления по европейским образцам в России ведёт не столько к его улучшению, сколько к усилению бюрократизации. Размышляя о введении системы министерств, великий историк писал: »… но сколько изобретено новых мест, сколько чиновников ненужных! Здесь три генерала стерегут туфли Петра Великого; там один человек берёт из пяти мест жалование; всякому — столовые деньги; множество пенсий излишних; дают взаймы без отдачи и кому — богатейшим людям! Обманывают государя проектами, заведениями на бумаге, чтобы грабить казну… Непрестанно на государственное иждивение ездят инспекторы, сенаторы, чиновники, не делая ни малейшей пользы своими объездами; все требуют от императора домов — и покупают оные двойною ценой из сумм государственных, будто бы для общей, а в самом деле для частной выгоды и прочее, и прочее… Мало остановить некоторые казённые строения и работы, — … надобно бояться всяких новых штатов, уменьшить число тунеядцев на жалованье".— (Семёнов Н.Ю. «Об особенностях государственной власти в России»)

## История возникновения
Первые органы с отдельными функциями государственного контроля появились в России ещё в XVII веке. Сначала, в 1654 году, это был Счётный приказ, который занимался проверкой раздачи полкового жалования войскам во время войны. Для исполнения этих обязанностей ему доставлялись приходно-расходные книги за 1653-1663 года. Однако функции Счётного приказа были ограничены как во времени, так и по конкретной цели проводимых проверок.
Затем, в 1699 году императором Петром Великим была учреждена Ближняя канцелярия, также имевшая контрольные функции. Именно в это «око государево» должна была доставляться «со всех приказов по всея недели ведомость, что, где, чего в приходе, в расходе и кому что должно на что расход держать», «чтоб ему, великому государю о тех делах известно было всегда».
С преобразованием всех частей государственного управления Пётр I установил новый порядок ревизии государственной отчётности, учредив в числе девяти основных коллегий Ревизион-коллегию, которая напрямую подчинялась Сенату. И хотя проводимая централизация призвана была улучшить механизмы контроля, тем не менее оставались серьёзные проблемы и недостатки деятельности, так как отчёты доставлялись с «крайней медлительностью», даже несмотря на угрожавшие более чем жёсткие меры ответственности. Так, виновным могли «на шеи положить цепи» или же их повелено было «брать в Сенат и, покамест исправится, держать и сверх того, на оных за не исправление иметь штрафы по прежним указам».
В течение всего XVIII века российские монархи не раз обращали внимание на явную слабость контрольной системы. Возрастающий объём документации, развитие государственного хозяйства всё время требовали увеличения штата и расширения органов власти на местах. В 1733 году для облегчения работы Ревизион-коллегии императрица Анна Иоанновна учредила особую Генеральную комиссию для ревизии прежних лет, а кроме того ещё девять счётных комиссий при специальных государственных учреждениях. Впервые был обнародован «регламент», или, говоря другими словами, ревизионный устав, который представлял собой полный свод постановлений и правил, определявших область и порядок действия этой коллегии. Саму Ревизион-коллегию велено было перевести из Москвы, куда она была перемещена Петром II, обратно в Петербург.
Ещё раз была изменена контрольная система и в эпоху Екатерины II. Штат её был почти удвоен. Учреждение было разделено на шесть департаментов и вверено управлению сенатора князя Шаховского. Были учреждены казённые палаты. Последние по роду своей деятельности соответствовали органам петровских Камер- и Ревизион-коллегий. В их подчинении находились все местные расходы и доходы, а также наблюдение за всеми оборотами по доступным им подлинным книгам и документам. В 1780 году при Правительствующем Сенате было образовано четыре экспедиции, которые находились в ведении государственного казначея, и одна из них, (а именно — Третья), как раз и была учреждена для генеральной ревизии государственных счетов.
В начале XIX века император Александр I продолжил дело централизации системы государственного управления. Попытка решить проблемы, порождённые коллегиальной системой управления, привела к учреждению министерств, где управление основывалось на ответственности руководителя каждого подразделения перед вышестоящим, а каждого министра — непосредственно перед императором. Именно в этой системе, разработанной Михаилом Сперанским и его сподвижниками, возникло и образованное по манифесту 28 января (9 февраля) 1811 года ведомство финансового контроля как независимое учреждение на правах министерства. Это стало закономерным завершением процесса всесторонней централизации власти и одновременно — попыткой унификации и упорядочения контрольной системы Российской империи.
В основание программы выхода из тяжкого финансового кризиса 1806-1809 годов был положен знаменитый «План финансов» на 1810 год, разработанный Сперанским и Балугьянским и окончательно рассмотренный в декабре 1809 года на заседаниях специального «Финансового комитета» (или, как его называли — «кружка Гурьева», будущего министра финансов). В этот финансово-ревизионный кружок, помимо троих уже названных, входил и занимавший тогда должность государственного казначея Балтазар Кампенгаузен. В полном соответствии с разработанным «Планом финансов» Михаила Сперанского, управление всеми государственными доходами и расходами было разделено на три части. Первая — финансовая, ей вверялось ведение всех источников государственных доходов, вторая — казначейская, которая должна была следить за движением сумм поступивших доходов, и третья — контрольно-ревизионная. Манифестом от 25 июля (6 августа) 1810 было указано, что «Въ третьей части подъ именемъ ревизіи Государственныхъ счетовъ, вѣдается повѣрка счетовъ по всѣмъ Департаментамъ Военнымъ и Гражданскимъ» и «для управленія делъ по ревизіи счетовъ устанавливается званіе Государственнаго Контролеря», а через полгода, 28 января (9 февраля) 1811 года под его началом было образовано Главное управление ревизии государственных счетов (на правах министерства). Оно должно было отвечать за проверку и ревизию всех приходно-расходных операций по казённым и общественным средствам, а также осуществлять надзор за их передвижением. Первым государственным контролёром России был назначен барон Балтазар Кампенгаузен.

## История существования до 1837 года

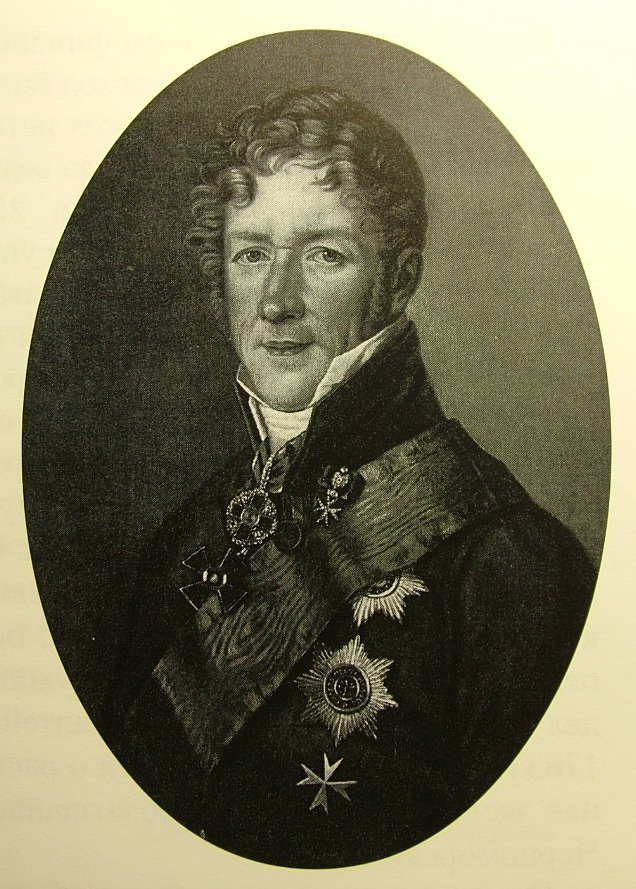
Балтазар Кампенгаузен, первый государственный контролёр России

Роль барона Кампенгаузена в организации и становлении нового органа государственной власти трудно переоценить. Прежде всего, в близком сотрудничестве со Сперанским барон Кампенгаузен сам и разработал порядок и устав деятельности нового учреждения, которым ему предстояло руководить. Помимо Совета и канцелярии государственного контролёра в состав нового учреждения вошли четыре подразделения:
1. Государственная экспедиция для ревизии счетов, переданная из ве́дения Государственного казначейства, — единый орган финансового контроля гражданского ведомства.
2. Военно-счётная экспедиция (прежде — Счётная экспедиция Министерства военно-сухопутных сил), отвечавшая за ревизию финансовых дел военного ведомства в целом.
3. Адмиралтейская счётная экспедиция, созданная ещё в 1763 году для дела ревизии отчётности о расходах всего морского ведомства.
4. Черноморская счётная экспедиция, специально созданная в 1808 году ради финансового контроля только на Черноморском флоте.

В первые десять лет деятельность Государственного контроля была связана с постоянными неустройствами и перегрузками. Количество накопившихся ранее и требовавших проверки документов было непомерным. Первоочередной задачей нового главного управления стала полная и всеохватная ревизия предшествующей финансовой отчётности, прежде всего — связанной с военными действиями. До постановления 1823 года такие проверки проводились по подлинным приходно-расходным книгам и финансовым документам ведомств. Громадный объём работы при весьма небольшом штате чиновников-ревизоров приводил к тому, что проверяющим не хватало ни времени, ни сил для действительной и тщательной проверки. Для рассмотрения накопившейся за предыдущие годы документации (свыше 220 тысяч книг и счетов и около 10 миллионов документов) при Главном управлении ревизии государственных счетов было образовано шесть временных контрольных комиссий, труд которых растянулся на многие годы. С 1819 года на правах отдельной, Пятой экспедиции контрольного ведомства была специально учреждена Временная комиссия для решения счетов и счётных дел прежнего времени, куда были включены все подразделения других экспедиций, занятые ревизией дел до 1817 года, а также экспедиция бывшего Департамента водяных коммуникаций. Проработав свыше десяти лет, она была упразднена уже после смерти Кампенгаузена, в ноябре 1829 года с передачей дел вновь образованной Временной контрольной комиссии для отчётов гражданского ведомства за период до 1828 года. Для рассмотрения же дел, связанных с военным ведомством — комиссариатских, провиантских и прочих — были созданы отдельные особые Временные комиссии.
Личная роль и высокие исполнительские качества барона Кампенгаузена были столь высоки, что после его скоропостижной смерти в сентябре 1823 года государственный контроль оставался без руководителя почти на четыре года. В 1823—1827 годах делами ведомства управлял коллегиальный орган — Совет Главного управления ревизии государственных счетов. И только в марте 1827 года новым государственным контролёром был назначен Алексей Хитрово.
Следовало бы отдельно отметить, каким образом проявляли себя чиновники столь высокого ранга на таком непростом месте, как Государственный контролёр. Их деятельность по проверке государственных расходов могла серьёзно затронуть (и нередко затрагивала) интересы весьма влиятельных лиц и целых кланов высшего общества. И если одни из них честно и бескомпромиссно выполняли свои государственные функции и, как правило — надрывались на службе, теряли здоровье или довольно скоро были увольняемы со своего поста, то другие весьма удачно находили мягкий «компромисс» между личными и служебными интересами, сохраняя свою должность десятками лет — до глубокой старости. Небезынтересно с этой точки зрения меткое свидетельство, данное спустя полвека в своих мемуарах главным цензором России, Евгением Феоктистовым:

«И велика ведь Россия, но во всей стране нашёлся всего один честный и исполнительный человек, да и тот немец, Балтазар фон Кампенгаузен! А как он помер, упав с лошади, так и вовсе замены ему не нашлось. Только спустя несколько лет назначили на его место контролёра, да и тот оказался — Хитрово, да и надолго Хитрово».
— ( Евгений Феоктистов, «За кулисами политики и литературы». )
В 1830-е годы ревизионное ведомство погрузилось в глубокую стагнацию, вполне соответствующую духу своего времени. Неграмотные и беззубые контролёры стали частым и излюбленным объектом для анекдотов и сатиры. Наиболее показательным для описания внутреннего и внешнего состояния Государственного контроля можно считать пьесу Гоголя «Ревизор» — своей известностью превзошедшую само существование высмеянного им министерства. Едва ли не тридцать лет провёл на посту Государственного контролёра Алексей Хитрово и ушёл со своей должности только со смертью, дослужив до глубокой старости. Время его правления в Государственном контроле не было отмечено громкими делами. При нём происходила медленная и постепенная отладка ведомственного механизма. Так, менее чем через полгода после его прихода на должность, в сентябре 1827 года Адмиралтейская и Черноморская счётные экспедиции были слиты в единый орган — Контрольный департамент морских отчётов.

## История существования 1837—1917

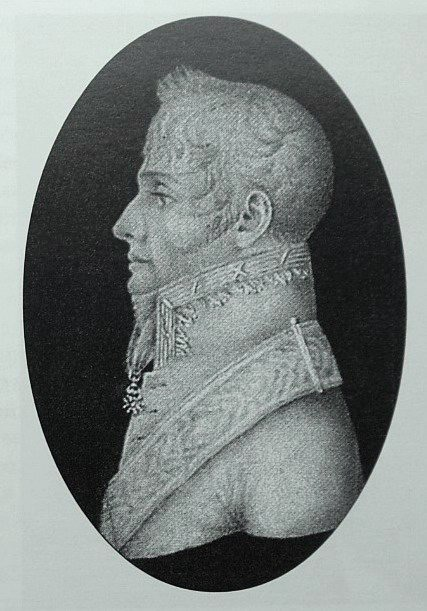
Алексей Хитрово, второй государственный контролёр России

30 декабря 1836 года Главное управление ревизии государственных счетов было преобразовано и переименовано в Государственный контроль. От других министерств его отличала одна особенность — в этом ведомстве сильнее было коллегиальное начало. По всем ревизионным вопросам власть Совета Государственного контроля приравнивалась к власти самого государственного контролёра. Помимо совета и канцелярии было также образовано три департамента, возглавляемых генерал-контролёрами: прежде всего, это был Контрольный департамент гражданских отчётов, который проводил ревизию всех финансовых документов гражданских ведомств, причём из шести составляющих его отделений — три контролировали структуры Министерства финансов, а также Контрольные департаменты военного ведомства и морских отчётов. С 1843 года в Государственном контроле стал назначаться товарищ контролёра (по примеру остальных министерств).
Главной функцией Государственного контроля на всём протяжении его существования было наблюдение за точным исполнением государственного бюджета. Для составления генеральной сметы каждое ведомство представляло свою ведомственную роспись. Задачи гос.контроля при рассмотрении смет заключались в следующем:
1. проверять, чтобы сметные заявки согласовывались с действующими законами;
2. разрешать новые сметные заявки только после сравнения с реальным исполнением смет за прежние годы;
3. составлять замечания по системе отчётности расходов и предъявлять их соответствующим министрам.

В случае несогласия министров с замечаниями — смета передавалась на рассмотрение в Государственный совет и обсуждалась в непременном присутствии Государственного контролёра.
Следует заметить, что надзор Государственного контроля осуществлялся не за всеми правительственными учреждениями. Ряд ведомств на протяжении всего XIX и даже начала XX века заведомо исключался из списка наблюдения и наделялись исключительным статусом неприкосновенности. Таковыми были: Министерство императорского двора, Собственная Его Императорского Величества канцелярия, Особенная канцелярия по кредитной части Министерства финансов. Кроме того, в любой момент могли появиться статьи расходов, помеченные грифом «тайне подлежащие» или «известные императору», которые также ни при каких обстоятельствах не могли быть подвергнуты ревизии.
В 1836 году генерал-адъютант Павел Киселёв выдвинул программу реформы системы Гос.контроля, связанную с её распространением на места. В частности, предлагалось создать местные органы, подчиняющиеся центру — губернские контроли — из прежних контрольных отделений казённых палат, куда должны были стекаться документы местных учреждений всех ведомств. Проект по существу означал серьёзное расширение сферы компетенции Государственного контроля: в случае успеха проекта Киселёва в сферу проверок вовлекался значительно бо́льший круг учреждений. Однако предложения Киселёва не были приняты, а функции Гос.контроля с 1836 года возросли только с той стороны, что на него было возложено составление заключений о выгодности или убыточности для казны тех или иных хозяйственных операций. Впрочем, тот же самый проект Киселёва вновь подвергся обсуждению в 1852 году при поддержке Александра Княжевича и Павла Гагарина. Государственный контролёр Алексей Хитрово вновь выдал отрицательное заключение на проект в условиях дефицита бюджета и смог убедить в своей правоте Николая I. В итоге система вновь была изменена лишь незначительно.
Серьёзной проблемой Государственного контроля со времён Балтазара Кампенгаузена оставалась острая нехватка грамотных и компетентных кадров. Так, в 1823 году из 300 служащих ведомства только 90 имели какое-то образование, и только 25 из них — высшее. И несмотря на многочисленные попытки как-то решить эту проблему, подобные проблемы с кадрами сохранились в ведомстве почти до конца XIX века.
Новый этап в развитии Государственного контроля наступил с эпохой реформ Александра II. Пост Государственного контролёра в те годы занимал генерал от инфантерии Николай Анненков, человек умеренный и вполне лояльный к любым начинаниям власти. Первые перемены начались ещё при его руководстве. Прежде всего, уже в мае 1859 года было сокращено количество особых неподконтрольных учреждений. По предложению Николая Анненкова для изучения зарубежного опыта за границу были командированы несколько ответственных чиновников, в числе которых был Михаил Рейтерн и Валериан Татаринов. В течение двух лет они собирали материалы по системе ревизии во Франции, Германии, Англии, Бельгии и США. Император лично следил за продвижением дел и на докладе, сделанном Татариновым по возвращении, собственноручно надписал:

«Читал с большим вниманием и любопытством. Искренне благодарен д.с.с. Татаринову за его добросовестность и основательность труда. Дай Бог, чтобы у нас умели извлечь из него ожидаемую мною пользу».

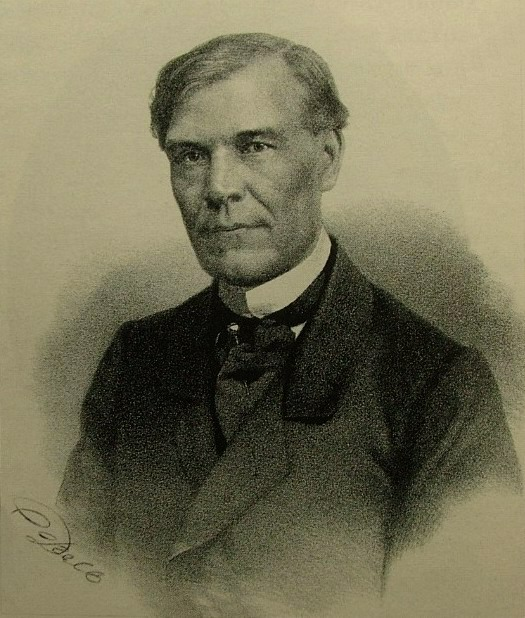
Валериан Татаринов, государственный контролёр александровских реформ

На основе полученных материалов комиссия под руководством того же Павла Гагарина разработала проект преобразования кассового устройства в России. Установление единой кассы подразумевало объединение всех денежных средств в руках министерства финансов, поэтому преобразования Государственного контроля не могли произойти в отрыве от общей финансовой реформы, которая и была осуществлена Михаилом Рейтерном, министром финансов с 1862 года.
С 1 (13) января 1863 года для одновременного и скорейшего проведения реформы на пост исправляющего должность Государственного контролёра был назначен Валериан Татаринов, человек волевой, компетентный и как нельзя лучше соответствующий духу времени. Будучи едва назначенным на должность, Татаринов немедленно приступил к реорганизации ревизионного ведомства в полном согласии со своим недавним докладом, одобренным Государем. Под руководством Татаринова буквально за пять лет ревизионное ведомство получило принципиально иную роль в государственном устройстве России. Оно было преобразовано в единый контрольный орган, обладавший правом документальной ревизии почти всех государственных учреждений: как центральных, так и местных. Также под руководством Татаринова подвергся фундаментальной реорганизации и ведомственный аппарат Государственного контроля.
В 1865-1866 годах в губерниях и областях России были созданы (спустя тридцать лет после первого проекта генерал-адъютанта Киселёва) местные органы Государственного контроля — контрольные палаты. А с появлением Санкт-Петербургской контрольной палаты, осуществлявшей ревизию всех губернских учреждений столичной губернии и войсковых частей Петербургского военного округа, Центральная ревизионная комиссия перешла на контроль только общероссийской министерской отчётности. С 1866 года ведомство стало осуществлять контроль над всероссийским бюджетом в целом: началось составление ежегодных отчётов по исполнению государственной росписи и её финансовых смет. Именно в этого времени было начато повсеместное сокращение расходов по министерствам и управлениям, что позволило уже к 1872 году достичь бездефицитного бюджета.
Крупным достижением реформы 1863—1866 годов в области финансового контроля стало введение права внезапного освидетельствования касс. Именно таким способом возможно было проверить фактически, каким образом распоряжаются казёнными средствами. Постепенно это право расширялось и ревизоры наделялись правами проверять наличность на военных складах, организовать внезапный таможенный досмотр товаров и участвовать в проверке строительных операций на шоссейных и водных дорогах. Оценивая результаты зрело обдуманной отчётной и ревизионной реформы Татаринова, Государственный совет в 1876 году посвятил этому вопросу отдельное официальное заявление:

«Больший по сравнению с прежним порядок в государственном хозяйстве, большая бережливость в употреблении денежных и имущественных средств государства, большее уважение к финансовым и хозяйственным законам стали положительно замечаться в последнее время; и на проявление всех этих улучшений значительную долю влияния, бесспорно, имеет более строгий и внимательный контрольный надзор».
Внезапная смерть Валериана Татаринова в феврале 1871 года от разрыва сердца не остановила начатых им реформ в аппарате Государственного контроля. Они были продолжены и при его преемниках А. А. Абазе (1871—1874) и С. А. Грейге (1874—1878). Последний зарекомендовал себя как сторонник сокращения государственных расходов, протекционизма и расширения контрольных функций при железнодорожном строительстве. По инициативе Грейга в 1877 году (накануне русско-турецкой войны) был учреждён Полевой контроль, полномочный проводить фактические ревизии действующей армии и полевого казначейства.
1880-е годы стали временем завершения реформ и внутренней ведомственной утряски её итогов. Тем не менее, и в это время наблюдалось некоторое медленное расширение надзорных функций Государственного контроля, более всего в области эксплуатации железных дорог, а также строительства оборонительных сооружений и военных портов. Всё это время не ослабевала и рутинная проверочная и антикоррупционная работа Государственного контроля. Из конкретных случаев пресечения злоупотреблений должностных лиц особенно известен случай с отстранением в конце 1894 года Аполлона Кривошеина с поста министра путей сообщения.
В 1895 году произошло ещё одно существенное расширение функций ведомства. На Государственный контроль были возложены также обязанности по ревизии государственных кредитных учреждений. Ранее, начиная с 1817 года этим занимался специальный орган — Совет государственных кредитных установлений. Правда, в течение первых десяти лет ревизионные функции были переданы не полностью — и до 1905 года любое утверждение результатов проверок и заключений по ним могло происходить только совместно с Министерством финансов. Ещё позднее, начиная с 1910 года образованный специально для этих целей департамент кредитной отчётности Государственного контроля начал проводить предварительную бухгалтерскую проверку также и отчётов Иностранного отделения Особенной канцелярии по кредитной части Министерства финансов (в том случае, если они не составляли государственной тайны). После 1901 года каких-то существенных изменений в структуре Государственного контроля более не проводилось, если не считать создания временных комиссий по проверке расходов, связанных с русско-японской и первой мировой войной.
С 1905 года ревизионное ведомство начало осуществлять фактический контроль казённых горных заводов, с 1907 года — предварительный и фактический контроль за операциями, связанными с переселенческим делом. При одном из самых компетентных и уважаемых министров думского времени, государственном контролёре Петре Харитонове (1907—1916 года) ведомство превратилось в практически всеохватный орган финансового контроля. Только отдельные учреждения Министерства императорского двора и уделов до 1917 года оставались вне зоны его досягаемости. Представители Государственного контроля входили в большинство комитетов и комиссий, занятых разработкой самых разных государственных проектов. Ко дню столетнего юбилея ревизионного ведомства в 1911 году в его составе числилось 117 учреждений, в которых на службе состояло 8938 человек.

## Революция 1917 года и ликвидация Государственного контроля
Две революции 1917 года начисто смели всю существующую систему управления вместе с Государственным контролем. После Февральской революции государственным контролёром стал член бюджетной комиссии Государственной Думы октябрист И. В. Годнев. После июльского кризиса Временного правительства Годнева на посту Государственного контролёра сменил кадет Ф. Ф. Кокошкин, не имевший опыта работы в финансовых учреждениях. Последним государственным контролёром Временного правительства стал предприниматель С. А. Смирнов.

Характерный эпизод революционного периода приводится в воспоминаниях П. А. Половцова: 
Однажды он [комендант Кронштадта] мне заявил, что комитеты в Кронштадте захватили всюду экономические капиталы и поделили их между собой, а теперь некоторые офицеры беспокоятся, не будет ли на них начёт Государственного контроля... Просил всех успокоить, объяснив, что свобода и Государственный контроль покамест понятия несовместимые.
После Октябрьской революции государственный контроль был окончательно ликвидирован. Декретом Совнаркома от 18(31) января 1918 года Гос. контроль был заменен Центральной контрольной коллегией, формируемой ВЦИК, а местные контрольные палаты — учётно-контрольными коллегиями, создаваемыми местными советами.
Постановлением ВЦИК от 2 мая 1918 г. и Постановлением СНК от 11 мая 1918 г. Государственный контроль был преобразован в Народный комиссариат государственного контроля. 7 февраля 1920 года Наркомат государственного контроля был преобразован в Народный комиссариат рабоче-крестьянской инспекции.

## Государственные контролёры
Государственное управление ревизии государственных счетов (28 января 1811 — 30 декабря 1836):
- 28 января 1811 — 11 сентября 1823: Б. Б. Кампенгаузен
- 3 марта 1827 — 30 декабря 1836: А. З. Хитрово

Государственный контроль (30 декабря 1836 — 28 февраля 1917):
- 30 декабря 1836 — 21 февраля 1854: А. З. Хитрово
- 13 марта 1854 — 6 апреля 1855: А. Г. Кушелев-Безбородко
- 17 апреля 1855 — 6 декабря 1862: Н. Н. Анненков
- 1 января 1863 — 13 февраля 1871: В. А. Татаринов
- 17 февраля 1871 — 1 января 1874: А. А. Абаза
- 1 января 1874 — 7 июля 1878: С. А. Грейг
- 7 июля 1878 — 11 июля 1889: Д. М. Сольский
- 26 июля 1889 — 30 ноября 1899: Т. И. Филиппов
- 5 декабря 1899 — 26 октября 1905: П. Л. Лобко
- 28 октября 1905 — 24 апреля 1906: Д. А. Философов
- 24 апреля 1906 — 13 июня 1907: П. Х. Шванебах
- 12 сентября 1907 — 25 января 1916: П. А. Харитонов
- 25 января — 30 ноября 1916: Н. Н. Покровский
- 30 ноября 1916 — 28 февраля 1917: С. Г. Феодосьев